# Víctor Rival
Víctor Rival (Martínez , Buenos Aires, 6 de febrero de 1912 id., 9 de octubre de 1987) fue un militar, violinista y autor de la música de la Marcha a Formosa.

## Biografía
El maestro Víctor Rival nació en Martínez, Provincia de Buenos Aires, el 6 de febrero de 1912. 
A la edad de 9 años inició sus estudios musicales en el seno de su propia familia, ya que tanto por vía materna como paterna hubo destacados filarmónicos.
En el año 1931, se inicia en la vida profesional como violinista y luego de exitosos recitales se incorpora por concurso a la orquesta del Teatro Colón de Bs. As.
Por sus antecedentes artísticos es invitado a incorporarse como aspirante a Oficial Director de Bandas del Ejército Argentino.
Durante su ejercicio profesional en la Institución se jerarquizó notablemente el servicio como compositor y director de orquesta logrando formar y reunir instrumentistas de cuerda que juntamente con personal músico de las unidades, concretaron la organización de varias orquestas y coros del país. De tal modo Misiones, Bahía Blanca cuenta con orquesta estable y coro polifónico.
Asimismo organizó la orquesta municipal de San Isidro, Biblioteca Popular de Martínez y Villa Ballester; en todos los casos honoríficamente.
Su permanente actividad y antecedentes profesionales le permitieron alcanzar en el más breve lapso reglamentario, la máxima jerarquía de la especialidad y el cargo de inspector general de Bandas Militares.
Su producción como compositor es numerosa, tanto en el ámbito civil como castrense, habiéndose hecho acreedora numerosos premios.
En las diferentes escalas de su carrera, tuvo oportunidad de conocer las guarniciones del país, pero la que le merece un especial capítulo, es la guarnición Formosa RI 29.
Corría el año 1951 y el entonces Teniente 1° Rival se desempeñaba como Director de la Banda Escolta Presidencial en el marco de prestigio más elevado que gozaba ante la superioridad, es sorprendido por un urgente traslado al R.I. 29 Formosa y es así que lo visitaban una delegación de la Asociación de Jóvenes de Formosa para que ponga música a la poesía escrita por el Sr. Armando de Vita y Lacerra y así llegó aquel 8 de abril de 1955, en aquel eufórico clima patriótico se entona por primera vez el Himno a Formosa.
Cuando Rival deseaba permanecer en Formosa por largos años, fue sorprendido nuevamente con un nuevo traslado a Buenos Aires, como comandante del I Cuerpo de Ejército con asiento en Palermo, al inspeccionar la Fanfarria del Regimiento de Granaderos a Caballo, su jefe Coronel Zuloaga (formoseño), le comunicó que el gobierno de entonces Alberto Montoya, entrega a ambos autores del Himno una medalla de oro, era el año 1964. Rival falleció en su ciudad natal el 9 de octubre de 1987.